# مازاد-۳
مازاد-۳ یا افزونی-۳ (به انگلیسی: Excess-3) یا کد Stibitz، نمایش مغرضانه یا مازاد-N نامیده می‌شود، که مکمل کد BCD و سیستم اعداد می‌باشد. از سال ۱۹۷۰ این‌ روش در کامپیوترهای قدیمی، شمارش پول و ماشین‌حساب‌های قابل حمل و دستگاه‌های شمارش دودویی و موارد دیگر استفاده می‌شد. این یک راه برای نشان دادن ارزش‌ها با تعدادی متعادل از اعداد مثبت و منفی با استفاده از یک شماره از پیش تعیین‌شده N که به عنوان یک ارزش بایاس می‌باشد. این یک کد بدون وزن می‌باشد. در مازاد XS-3، شماره‌ها به عنوان رقم دهدهی و هر رقم در چهار بیت به عنوان ارزش رقمی به علاوه ۳ ("بیش از حد" مقدار) در نظر گرفته شده‌است:
- کوچکترین عدد دودویی نشانگر کوچکترین مقدار است. (به عنوان مثال ۰ - ارزش اضافی)
- بزرگترین عدد دودویی نشان دهنده بزرگترین مقدار است.( برای مثال value  2 N+1 −  Value Excess − 1 )

| دهدهی | XS-3 | دهدهی | XS-3 | دهدهی | XS-3 | دهدهی | XS-3 |
| ----- | ---- | ----- | ---- | ----- | ---- | ----- | ---- |
| −۳    | ۰۰۰۰ | ۱     | ۰۱۰۰ | ۵     | ۱۰۰۰ | ۹     | ۱۱۰۰ |
| −۲    | ۰۰۰۱ | ۲     | ۰۱۰۱ | ۶     | ۱۰۰۱ | ۱۰    | ۱۱۰۱ |
| −۱    | ۰۰۱۰ | ۳     | ۰۱۱۰ | ۷     | ۱۰۱۰ | ۱۱    | ۱۱۱۰ |
| ۰     | ۰۰۱۱ | ۴     | ۰۱۱۱ | ۸     | ۱۰۱۱ | ۱۲    | ۱۱۱۱ |

یک عدد مانند ۱۲۷ کدگذاری می‌شود، کد هر یک از اعداد دهدهی آن به صورت (۰۱۰۰، ۰۱۰۱، ۱۰۱۰) می‌شود.
مزیت اصلی کدینگ XS-3 روی کدینگ غیر مغرضانه است که یک عدد دهدهی مکمل ۹ (برای تفریق) را می‌توان به عنوان یک عدد دودویی مکمل یک که فقط تمام بیت‌های آن متمم شده‌اند در نظر گرفت. علاوه بر این، هنگامی که مجموع دو عدد XS-3 بیشتر از ۹ شود، بیت نقلی از چهار بیت اضافه شده، تنظیم خواهد شد. این کار به این دلیل، هنگامی که شما دو عدد بزرگتر یا برابر ۰ اضافه می‌کنید، مقدار مازاد از مجموع شش حالت ممکن است. از آنجا چهار بیت صحیح می‌تواند مقادیر ۰ تا ۱۵ را در خود نگه دارد، یک مازاد از ۶ یعنی هر جمعی بیش از ۹ سرریز خواهد کرد.

افزودن مازاد-۳ کاری است روی یک الگوریتم متفاوت از سیستم دهدهی غیر مغرضانه یا وابسته به سیستم اعداد منظم دودویی است. هنگامی که شما دو عدد XS-3 با هم اضافه می‌کنید، نتیجه یک عدد XS-3 نیست. به عنوان مثال، هنگامی که در XS-3 صفر و یک اضافه می‌کنید، پاسخ به جای ۱، ۴ بنظر می‌رسد. به منظور حل این مشکل، هنگامی که اضافه کردن ارقام به پایان رسید، اگر نتیجه عددی کمتر از ۱۰ دهدهی باشد، شما باید بایاس اضافی را با تفریق دودویی ۰۰۱۱ (۳ دهدهی در باینری غیر مغرضانه) حذف کنید و اگر سرریز اتفاق افتاد تفریق دودویی ۱۱۰۱ (۱۳ دهدهی در باینری غیر مغرضانه) انجام می‌دهیم. توجه داشته باشید که در ۴ بیت دودویی، تفریق دودویی ۱۱۰۱ معادل جمع ۰۰۱۱ و بالعکس می‌باشد.

BCD به افزونی ۳ به عنوان مثال تبدیل (کد VHDL).
```
  
entity
 
bcdxs3
 
is

    
Port
 
(
a
:
 
in
 
std_logic
;

           
b
:
 
in
 
std_logic
;

           
c
:
 
in
 
std_logic
;

           
d
:
 
in
 
std_logic
;

          
an
:
 
inout
 
std_logic
;

          
bn
:
 
inout
 
std_logic
;

          
cn
:
 
inout
 
std_logic
;

          
dn
:
 
inout
 
std_logic
;

           
w
:
 
out
 
std_logic
;

           
x
:
 
out
 
std_logic
;

           
y
:
 
out
 
std_logic
;

           
z
:
 
out
 
std_logic
);

  
end
 
bcdxs3
;

  
architecture
 
dataflow
 
of
 
bcdxs3
 
is

  
begin

        
an
 
<=
 
not
 
a
;

        
bn
 
<=
 
not
 
b
;

        
cn
 
<=
 
not
 
c
;

        
dn
 
<=
 
not
 
d
;

         
w
 
<=
 
(
an
 
and
 
b
  
and
 
d
)
 
or

              
(
a
  
and
 
bn
 
and
 
cn
)
 
or

              
(
an
 
and
 
b
  
and
 
c
  
and
 
dn
);

         
x
 
<=
 
(
an
 
and
 
bn
 
and
 
d
)
 
or

              
(
an
 
and
 
bn
 
and
 
c
  
and
 
dn
)
 
or

              
(
an
 
and
 
b
  
and
 
cn
 
and
 
dn
)
 
or

              
(
a
  
and
 
bn
 
and
 
cn
 
and
 
d
);

         
y
 
<=
 
(
an
 
and
 
cn
 
and
 
dn
)
 
or

              
(
an
 
and
 
c
  
and
 
d
)
 
or

              
(
a
  
and
 
bn
 
and
 
cn
 
and
 
dn
);

         
z
 
<=
 
(
an
 
and
 
dn
)
 
or

              
(
a
  
and
 
bn
 
and
 
cn
 
and
 
dn
);

  
end
 
dataflow
;

```

## See also
- کد گری
- Offset binary